# 鄭東泳
鄭 東泳（チョン・ドンヨン、1953年7月27日 - ）は、韓国のジャーナリスト、ニュースキャスター、政治家。本貫は東萊鄭氏。全羅北道淳昌郡亀林面出身。ヨルリン・ウリ党議長や第17代韓国大統領選挙候補（大統合民主新党）、民主党最高委員、民主党常任顧問、民主平和党代表などを歴任。カトリック教徒で、洗礼名はダビデ。

## 略歴
1953年7月27日、全羅北道淳昌郡亀林面生まれ。父の鄭鎮徹は全羅北道議会議員を務めたことがある。1979年、ソウル大学校国史学科卒。文化放送 (MBC) に入社し、報道局政治部で外務部（当時）、統一院（当時）、国会担当記者やロサンゼルス特派員（1989年-1992年）、週末「MBCニュースデスク」アンカー（1995年-1996年）などを務めた。MBC在籍中の1988年に英国ウェールズ大学大学院を修了（ジャーナリズム学修士）。ロサンゼルス特派員時代には1989年サンフランシスコ地震（ロマ・プリータ地震）やロサンゼルス暴動などを取材・報道したほか、湾岸戦争イラク爆撃直前の1991年1月にヨルダンの首都アンマンへ派遣され、国王フセイン1世との単独インタビューに成功した。
1996年1月にMBCを退社、金大中の勧めを受けて同年4月の第15代総選挙で新政治国民会議から全羅北道全州市徳津区選挙区に出馬し全国最多得票で当選した。2000年の第16代国会議員選挙でも前回に続き最多得票で再選され、新千年民主党スポークスマンに就任。2003年にウリ党創党の一人となり、二度にわたり党議長を務めた。

### 盧武鉉政権と2007年大統領選挙
2004年、統一部長官と国家安全保障会議常任委員長に就任。2005年6月には北朝鮮を訪問し、金正日国防委員長との電撃面談を果たす。12月、次期大統領選準備のため統一部長官を辞任。2006年1月、党議長再選。5月日韓が領有権を主張する竹島に上陸し、｢領有権三原則」を発表。金槿泰前保健福祉部長官らとともに、2007年大統領選挙の与党有力候補の一人とされていたが、2006年5月31日に行われた統一地方選挙で大敗を喫した責任を取って党議長を辞任。候補者レースで大きく出遅れたものの、2007年10月15日に行われた大統合民主新党の予備選では全体の43%の票を獲得し、党統一候補に選出された。鄭東泳は北朝鮮との関係強化を公約に掲げたが、南北協力は金大中・盧武鉉の10年間ですでに目新しいものではなくなっており、また盧武鉉政権下における経済情勢の悪化が進歩主義勢力離れを引き起こした結果、野党ハンナラ党候補の李明博に支持率で大きく水をあけられ、12月19日に投開票が行われた大統領選挙で李に大差で敗れ落選した。

### 18代総選挙での敗北と再選挙での返り咲き
翌2008年4月9日の第18代総選挙に際しては、ソウル特別市銅雀区乙選挙区から統合民主党の候補として、出馬したが、ハンナラ党の鄭夢準候補に敗れた。
選挙での落選後はアメリカに渡っていたが、2009年3月19日、同年4月末に行われる再補欠選挙にて、元の選挙区である全羅北道全州市徳津区選挙区から出馬する意向を明らかにした。これに対し、民主党は「全国政党化に逆行する動きだ」として、公薦を認めない決定をした。しかし、鄭氏は同党を離党した上で無所属で出馬することを表明、党内では党決定に反発する鄭氏に近いグループと党執行部に近いグループの間で対立の様相が深まった。
29日の再選挙では、無所属で出馬した鄭東泳候補が民主党候補を大差で破って当選し、返り咲きを果たした。また、同じ全州市の完山甲では同じ「無所属連帯」の辛建候補がやはり民主党候補を押さえて当選した。翌2010年2月10日、民主党党務委員会は、鄭東泳と辛建の復党を承認した。これによって、鄭東泳は昨年4月の補選で民主党を離党して以来、10ヶ月ぶりに復党した。民主党復党後、10月に行われた党指導部選挙に立候補し選挙の結果、8候補者中2位となり、党最高委員に就任した。民主党と市民統合党が統合して2011年12月に発足した民主統合党では常任顧問となった。2012年4月の第19代総選挙では自身の選挙区である全羅北道全州市を離れ、ソウル市江南区乙選挙区から立候補したが、得票を伸ばすことができず落選した。また同年12月末の大統領選挙では民主統合党の有力候補の一人と目されていたが、7月9日に不出馬表明した。

### 新政治連合離党
大統領選後、新政治民主連合（新政治連合）の常任顧問として政治の第一線から退いていたが、2015年1月11日、新政治連合を脱党して市民団体が主導する野党新党の準備組織である「国民の会」に合流することを表明した。同年3月30日、4月末に行われるソウル市冠岳区乙選挙区の国会議員補選に無所属で出馬。在野進歩勢力を結集し「第1野党審判」を掲げて選挙戦を戦ったが、当選したセヌリ党と新政治連合に次ぐ3位の得票に留まり落選した。
2016年2月、新政治連合を離党した安哲秀が結成した国民の党に合流。同年4月の総選挙では故郷である全羅北道全州市丙選挙区(徳津区の一部)から立候補し、最大野党である共に民主党候補を抑えて4回目の当選を果たした。
2018年2月、安哲秀が進めた国民の党と保守政党の正しい政党との合併（正しい未来党の設立）に反発し、国民の党を離党して民主平和党の結党に加わる。
2018年8月5日に民主平和党の代表に選出された。

### 共に民主党復帰
2024年の第22代総選挙では全北全州丙選挙区から共に民主党の候補として出馬することとなった。
2025年6月23日、李在明大統領により統一部長官に指名された。2025年7月25日、国会で人事聴聞経過報告書が採択されなかったが、李大統領が任命した。

### 日本に関する発言など
2004年に日本を訪問した際、なぜか東京上野のアメヤ横丁を訪問し話題を呼んだ。
2019年1月9日、安倍晋三首相が徴用工訴訟問題を通じて韓国に内政干渉していると訴え、干渉の中止と謝罪を要求する書簡を日本大使館関係者に手渡した。また、同時に韓国海軍レーダー照射問題についても正当な人道的救助であり、外交問題化するのをやめよと訴えている。
2019年3月2日、自身のフェイスブックにて「ハノイ会談（2019年2月米朝首脳会談）決裂の裏に日本の影が見え隠れする。世界の指導者のうちハノイ会談失敗に歓呼した人は安倍首相1人だ。」として、米朝会談前に日本側が妨害工作をした疑いを主張した。

## 年表
- 1953年7月27日、全羅北道淳昌郡亀林面生まれ
- 学歴
  - 1971年：全州高等学校卒業
  - 1979年：ソウル大学文理学部国史学科卒業
  - 1988年：英国ウェールズ大学大学院ジャーナリズム修士
- 職歴・出来事
  - 1974年：緊急措置違反により拘束
  - 1978年：文化放送（MBC）入社
  - 1996年：MBC統一部次長、MBCニュースデスク・キャスター
  - 1996年：第15代国会議員選挙。全羅北道全州市徳津区選挙区から出馬、当選（新政治国民会議）
  - 2000年：第16代国会議員選挙。全羅北道全州市徳津区選挙区から出馬、当選（新千年民主党）。新千年民主党の党最高委員。
  - 2002年：第16代大統領選挙、盧武鉉候補選挙対策委員会共同委員長、常任顧問
  - 2003年：第33回ダボス会議盧武鉉大統領当選者特使、国会財政経済委員会委員
  - 2004年
    - 1月11日：開かれたウリ党議長に選出（～5月17日）
    - 7月1日：統一部長官に就任

  - 2005年：
    - 6月：統一部長官として北朝鮮を訪問。金正日総書記と会談
    - 12月：統一部長官を辞任

  - 2006年
    - 2月18日：ウリ党議長に再任
    - 6月1日：5月31日に行われた第4回全国同時地方選挙でウリ党が大惨敗した責任をとって党議長を辞任
    - 建国大学校メディア広報大学院兼任教授[1]

  - 2007年
    - 10月15日：大統合民主新党の大統領候補予備選で党候補に選出される。
    - 12月19日：第17代韓国大統領選挙。ハンナラ党の李明博候補に大差で敗れる。

  - 2008年
    - 4月9日：第18代総選挙。ソウル市銅雀区乙選挙区から出馬したが、落選（統合民主党）
    - デューク大学研修

  - 2009年
    - 3月19日：4月末に行われる国会議員再選挙で、全羅北道全州市徳津区選挙区からの出馬を表明。しかし民主党は鄭東泳に公認を与えなかったため、同党を離党して、無所属で出馬することを表明（4月11日）。
    - 4月29日：民主党候補に大差をつけて当選、返り咲きを果たす。

  - 2010年
    - 2月10日：民主党党務委員会、鄭東泳と辛建議員の復党を議決。10ヶ月ぶりに民主党に復党[29]。
    - 10月4日：民主党最高委員（～2011年12月）

  - 2011年
    - 12月：民主統合党常任顧問

  - 2012年
    - 4月：第19代総選挙。ソウル市江南区乙選挙区から出馬、落選。

  - 2015年
    - 1月：新政治民主連合を離党、「国民の会」への参加を表明。
    - 4月：国会議員再補選。ソウル市冠岳区乙選挙区から出馬、落選。

  - 2016年
    - 2月18日：国民の党に合流
    - 4月13日：第20代総選挙。全羅北道全州市丙選挙区（徳津区の一部）から出馬、当選。

  - 2018年
    - 2月：国民の党と正しい政党との合併（正しい未来党の設立）に反発し、国民の党を離党して民主平和党の結党に加わる。

  - 2021年
    - 徳成女子大学校碩座教授